# مبيد أعشاب فطري
مبيد أعشاب فطري (بالإنجليزية: Mycoherbicide)‏ هي تسمية تطلق على كل مبيدات الأعشاب التي تستخدم الفطريات بدلاً من المواد الكميائية وتعرف أيضاً بطريقة المكافحة الأحيائية. تعمل مبيدات الأعشاب الفطرية على إنتاج مركبات سامة تعمل على إذابة جدران الخلايا للنباتات المستهدفة. على عكس مبيدات الأعشاب التقليدية، يمكن لمبيدات الفطريات أن تتكاثر وتبقى في التربة لسنوات عديدة لتدمير المحاصيل المعاد زراعتها.

## مميزاتها وسلبياتها
من مميزات هذه الطريقة:
1. تكلفة إنتاج منخفضة.
2. متطلبات تركيبها بسيطة نسبياً.
3. انتشارها الثانوي السريع في الحقل.

وتخضع هذه الفطريات مباشرة للتنظيم بواسطة العوامل الفيزياوية في البيئة وقد تتطلب ظروف مثالية مثل الرطوبة المناسبة حتى تسبب موت العائل لذا لا يمكن الاعتماد عليها للاستعمال الحقلي عموماً وهي ذات قيمة فنية محدودة عند استخدامها كعوامل لمكافحة الآفات.

## المنتجات الشائعة
هناك مجموعة معاصرة من المبيدات تمثل منتجات حية دقيقة من الفطريات المتخصصة تستخدم لمكافحة أعشاب معينة بدرجة مكافئة للمبيدات الكيميائية، مثل: فطر الذئار الذي يباع تحت الاسم التجاري Collego TM لمكافحة آفة الإيشينومين فيرجينيكا (Aeschynomene virginica) في حقول الصويا.

## تطوير المبيدات الفطرية
طورت العديد من الأنواع الفطرية للأغراض التجارية وتألفت المبيدات الفطرية من ممرضات النبات التقليدية التي تؤثر على الأجزاء الهوائية للعشب المضيف مسببة أعراض مرضية مرئية. كما يمكن استزراع هذه الفطريات على بيئات صناعية لإنتاج كمية كبيرة من اللقاح المطلوب للتطبيق الحقلي. يمكن تصنيف العوامل الميكروبية، التي تشكل المبيدات العشبية الأحيائية الحديثة، بشكل أوسع لتشمل المتطفلات الفطرية الإجبارية، الممرضات الفطرية المنقولة بالتربة، الفطر غير الممرضة للنباتات، البكتريا والنيماتودا.

## الإنتاج
يجب إنتاج الوحدات التكاثرية للمبيدات الأحيائية بسرعة ورخص وذلك لأسباب اقتصادية وعملية. يعتبر إنتاج الأبواغ الجنسية للفطريات الكونيدية بشكل عام أكثر ربحية وأسهل إنتاجاً تحت الظروف المخبرية. ينبغي أن تكون الأبواغ، والتي تمثل الطريقة الشائعة للانتشار الطبيعي ولها بقيا طويلة، المرشح الأساسي لتكوين مبيدات العشب الفطرية، أما بالنسبة للفطور التي لا تشكل أبواغ أو أن تشكّلها ضعيف يمكن استخدام كسرات الميسليوم، ولكن يواجه استخدام كسرات الميسليوم تحدي بكونها أصعب من حيث القياس، والفصل عن بيئة الزراعة وكذلك أقل عدوى من الكونيدات. تتمتع الأبواغ بعمر تخزين أطول وأكثر تحمل لظروف تخزين دون المثالية.

## معايير الاستخدام
يجب أن تتوفر في الفطر المراد استخدامه كمبيد عدد من المواصفات لضمان الجودة والاقتصادية والأمان أهمها:
1. أن يكون سهل العزل والتنمية من البيئة التي يتواجد فيها.
2. أن تكون له القابلية على التواجد على سطح الجذور أو بالقرب منها أو على سطوح الأوراق.
3. أن يتنافس بشكل جيد مع المضيف على الغذاء والمكان.
4. يمتاز بفاعلية في تثبيط نمو المسبب أو التقليل من ضرره إلى دون مستوى الضرر الاقتصادي.[6]

## مكافحة المخدرات
يقوم مجلس النواب الأمريكي، باقتراح من مكتب إعادة ترخيص السياسة الوطنية لمكافحة المخدرات لعام 2006 (HR 2829) ببحث استخدام مبيدات الفطريات ضد محاصيل المخدرات في البلدان الأجنبية. على وجه الخصوص، تدرس الولايات المتحدة استخدام الفطر المغزلاوي كمبيد فطري ضد نباتات الكوكا في كولومبيا.  يقوم مجلس الشيوخ الأمريكي حاليًا بصياغة نسخته الخاصة من مشروع القانون.

## اقرأ أيضاً
- مبيد أعشاب
- مبيد فطريات
- زراعة عضوية